# Хаитов, Актам Ахмадович
Акта́м Ахма́дович Хаи́тов (узб. Aktam Ahmadovich Haitov — узбекистанский политический деятель, с 3 августа 2018 года лидер Либерально-демократической партии Узбекистана, с декабря 2019 года депутат законодательной палаты Олий Мажлиса Республики Узбекистан 4-го созыва. Кандидат экономических наук.

## Биография
В 1994 году окончил Самаркандский институт экономики по специальности «Экономика и управление». В 1994—2000 годах работал в Самаркандском институте экономики и сервиса, а также в информационно-аналитической группе хокимията (администрации) Самаркандской области.
В 2000—2002 годах являлся ведущим специалистом информационно-аналитического управления Кабинета министров Республики Узбекистан, в 2002—2005 годах начальником управления информационно-аналитического управления Кабинета министров Республики Узбекистан и заместителем председателя комитета по делам экономически несостоятельных предприятий при Министерстве макроэкономики и статистики Республики Узбекистан.
В 2005—2006 годах работал первым заместителем председателя Государственного комитета Республики Узбекистан по де-монополизации, поддержке конкуренции и предпринимательства, заведующим сводного информационно-аналитического департамента по вопросам экономики и внешнеэкономических связей Кабинета Министров Республики Узбекистан, и первым заместителем министра труда и социальной защиты населения Республики Узбекистан.
В 2006—2014 годах работал исполняющим обязанности министра, далее министром труда и социальной защиты населения Республики Узбекистан. В 2014—2016 годах являлся заместителем председателя правления АО «Biokimyo», в 2016—2017 годах генеральным директором Узбекского агентства стандартизации, метрологии и сертификации, в 2017—2018 годах министром занятости и трудовых отношений Республики Узбекистан.
3 августа 2018 года на десятом заседании политсовета Либерально-демократической партии Узбекистана Актам Хаитов был избран лидером (председателем исполнительного комитета политсовета) партии. Также является председателем Совета фермерских, дехканских хозяйств и владельцев приусадебных земель Узбекистана.
В 2020 году награжден орденом «Мехнат шухрати».